# Rudolf Schwarz (résistant)
Pour les articles homonymes, voir Rudolf Schwarz et Schwarz.
Rudolf Schwarz (né le 3 mars 1904 à Berlin ; mort le 1er février 1934 dans cette même ville) était un homme politique allemand, membre du Parti communiste d'Allemagne (KPD) et un résistant contre le régime national-socialiste.

## Biographie

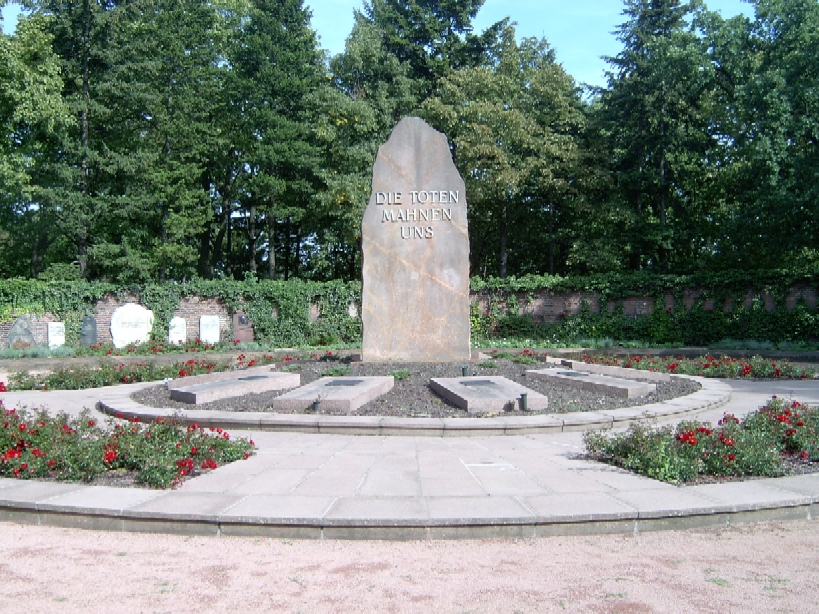
Le Mémorial des socialistes (« Gedenkstätte der Sozialisten ») à Berlin-Friedrichsfelde, où depuis 1954 se trouve la sépulture de Rudolf Schwarz.

En 1921, sa formation de mécanicien achevée, Rudolf Schwarz adhéra à la Ligue des jeunes communistes d'Allemagne (Kommunistischer Jugendverband Deutschlands), puis, peu après, au Parti communiste d’Allemagne (Kommunistische Partei Deutschlands, KPD). Dès 1922, il dirigeait une section de jeunesse à Prenzlauer Berg, dans le nord-est de l’agglomération berlinoise. De 1924 à 1928, il assuma une fonction de rédacteur dans la revue hebdomadaire Die Junge Garde (« la jeune Garde »), l’organe central de la jeunesse communiste. À partir de 1927, il dirigea le Rote Jungfront à Berlin et dans le Brandebourg.
Après qu’il fut devenu salarié, en 1929, du comité central du KPD, il fit l’objet de poursuites judiciaires, qui débouchèrent en 1930 sur une condamnation aux arrêts de forteresse (Festungshaft) pour une durée de huit mois. À la suite de l’interdiction du KPD en février 1933, il s’efforça de réorganiser le parti dans la clandestinité. Son étroite collaboration avec le président du KPD John Schehr, ainsi que ses activités en tant que chef du département militaire (Ressort Reichswehr, c’est-à-dire de l’appareil politico-militaire clandestin du KPD), conduisirent à son arrestation fin 1933. Schwarz fut incarcéré dans la prison de la Gestapo, appelée Columbia-Haus, sise à Berlin-Tempelhof (qui deviendra par la suite le camp de concentration Columbia ― KZ Columbia), où il se vit infliger de graves sévices lors d’interrogatoires. En février 1934, il fut exécuté par balles par la Gestapo sur la butte du Schäferberg, dans la banlieue sud-ouest de Berlin, en même temps que Schehr et que d’autres communistes.

## Hommages
Dans son ouvrage Die erste Reihe, paru en 1951 en RDA, l'écrivain est-allemand Stephan Hermlin entreprenait de « relater l’histoire de la résistance pendant l’ère nazie à travers les destinées de jeunes gens ayant laissé leur vie dans la lutte contre le fascisme » (texte de présentation sur la jaquette du livre), brossant également un portrait de Rudolf Schwarz comme résistant. Cet ouvrage devint plus tard la matière d’un téléfilm produit par l’office est-allemand de production cinématographique (DEFA), intitulé Die erste Reihe. Bilder aus dem Berliner Widerstand (« la Première Série. Images de la résistance berlinoise ») et projeté en 1987 ; le personnage de Rudolf Schwarz y était interprété par le célèbre acteur est-allemand Ulrich Mühe.
En 1954, les restes de Rudolf Schwarz furent exhumés et transférés au Mémorial des socialistes dans le cimetière de Berlin-Friedrichsfelde. Sa tombe se situe contre le mur circulaire entourant ce mémorial, lequel avait été reconstitué après la guerre et inauguré en 1951.
Dans le district berlinois Prenzlauer Berg, la Ermländische Straße fut rebaptisée Rudolf-Schwarz-Straße le 4 septembre 1974, et une plaque commémorative fut en outre apposée en 1975 sur la façade de son ancien domicile, au no 24 de la Varnhagenstraße.